# Баймут Теодор Васильович
Теодор Васильович Ба́ймут (нар. 14 (27) травня 1900, містечко Короп Кролевецького повіту Чернігівської губернії, нині смт Чернігівської області — 1 вересня 1966, Київ) — мовознавець, кандидат філологічних наук (1946). 

## Життєпис
Закінчив Київський ІНО (1925). Учителював. Учасник військових дій 1919—1920 рр. Від 1926 — викладач Київського кооперативного інституту; 1931—1933 — інспектор-методист Управління Наркомосу в Алма-Аті; 1936—1941, 1942—1944 — викладач Ульяновського педагогічного інституту; 1944—1948 — декан, завідувач кафедри Донецького педагогічного інституту; 1948—1962 — завідувач кафедри української і російської мов Житомирського педагогічного інституту; 1962—1966 — доцент кафедри української мови Київського педагогічного інституту. Наукові дослідження у галузі діалектології, старослов’янської мови, порівняльне вивчення східнослов’янських мов, ономастики України.

## Праці
- Старослов’янська мова: Посіб. Д., 1946;
- Короткий нарис порівняльної граматики російської та української мов. К., 1954;
- Пути возникновения, развития и становления грамматической терминологии восточных славян // Філол. зб. Житомир. пед. ін-ту, присвяч. 4-му Міжнар. з’їзду славістів. 1958;
- Історичний словник української граматичної термінології // Наук. зап. Житомир. пед. ін-ту. 1959. Т. 11;
- Дієприкметники і дієприслівники у східнослов’янських мовах // Там само. Вип. 2;
- Назви водних артерій давньої Східної Волині: З польових зошитів діалектол. експедицій 1948—1961 рр. // Тези Київ. пед. інституту (1963). 1964.